# Palit (Rab)
Pour les articles homonymes, voir Palit.
Palit est une localité de Croatie située sur l'île de Rab et dans la municipalité de Rab, comitat de Primorje-Gorski Kotar. En 2001, la localité comptait 1 593 habitants.

## Démographie
| 1948 | 1953 | 1961 | 1971 | 1981  | 1991  | 2001  |
| ---- | ---- | ---- | ---- | ----- | ----- | ----- |
| 158  | 446  | 507  | 754  | 1 348 | 1 567 | 1 593 |